# Marcianise
Marcianise est une ville italienne de la province de Caserte dans la région Campanie en Italie.

## Administration
| Période                                  | Période | Identité | Étiquette | Qualité |
| ---------------------------------------- | ------- | -------- | --------- | ------- |
|                                          |         |          |           |         |
| Les données manquantes sont à compléter. |         |          |           |         |

### Hameaux
- Cantone

### Communes limitrophes
Acerra, Caivano, Capodrise, Carinaro, Gricignano di Aversa, Macerata Campania, Maddaloni, Orta di Atella, Portico di Caserta, San Marco Evangelista, San Nicola la Strada, Santa Maria Capua Vetere, Succivo

## Sport
Le club de football local, le Real Marcianise Calcio évolue en Ligue Pro Première Division (D3 italienne).